# ジェフ・ラウズ
ジェフ・ノーマン・ラウズ（Jeffrey Norman Rouse, 1970年12月6日 - ）は、アメリカ合衆国バージニア州フレデリックスバーグ出身のアメリカ人男子競泳選手。バルセロナ・アトランタの2度のオリンピックで金メダル3個、銀メダル1個を獲得した。

## 経歴

### 1991年パース世界選手権
100m背泳ぎ・400mメドレーリレーで2冠を達成。

### 1992年バルセロナオリンピック
100m背泳ぎではマーク・テュークスベリーに競り負けたが、銀メダルを獲得。400mメドレーリレーでは第1泳者で53秒86の世界新記録を樹立し、トータルでも3分36秒93の世界タイ記録で金メダルを獲得した。

### 1994年ローマ世界選手権
100m背泳ぎで銀メダル、400mメドレーリレーで金メダルを獲得した。

### 1996年アトランタオリンピック
100m背泳ぎでは個人種目初のオリンピック金メダルを獲得し、400mメドレーリレーでは3分34秒84の世界新記録を樹立し、2冠を達成した。